# Janirella gomoiui
Janirella gomoiui is een pissebed uit de familie Janirellidae. De wetenschappelijke naam van de soort is voor het eerst geldig gepubliceerd in 2004 door George.